# Thunder Bay Island
Thunder Bay Island est une île du lac Huron. L'île est l'une des huit îles constitutives du Michigan Islands National Wildlife Refuge (en) et fait partie du Alpena Township (en) dans le Comté d'Alpena.
L'historique phare de Thunder Bay Island est situé sur l'île. Il marque l'entrée de la Thunder Bay et du port d'Alpena et l'emplacement du 
Thunder Bay National Marine Sanctuary (en) .
L'île est aussi le site de l'ancienne station de sauvetage, ouverte en 1876 et exploitée par l'United States Life-Saving Service, et reprise par la garde côtière américaine en 1939. L'ancienne station de pêche est devenue une ville fantôme.

## Galerie

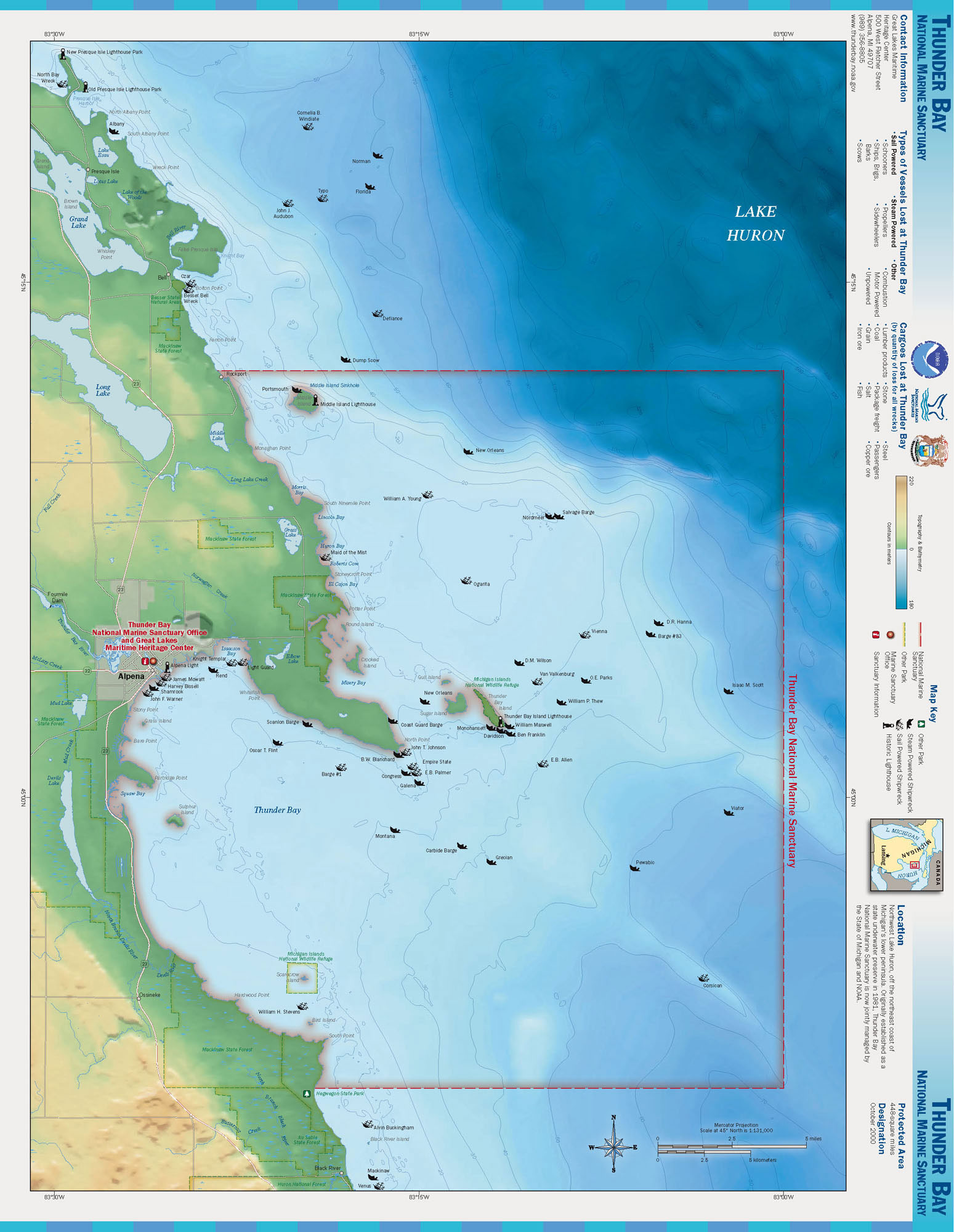
Thunder Bay Santuary
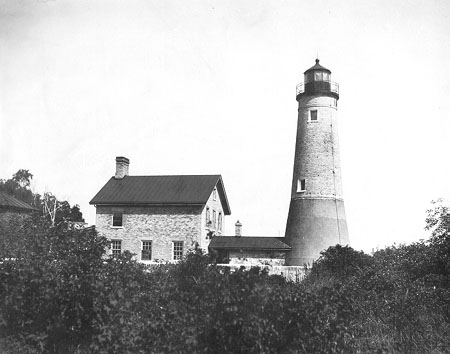
Le phare